# Harzofen
Harzofen ist ein Ortsteil der im rheinland-pfälzischen Landkreis Bad Dürkheim gelegenen Ortsgemeinde Elmstein. 

## Lage
Er liegt mitten im Pfälzerwald nordöstlich des Hauptortes der Gemeinde; unmittelbar südlich schließt sich der Ortsteil Appenthal an. 

## Geschichte und Infrastruktur
Der Ort selbst war bereits 1765 bewohnt. Einziges Kulturdenkmal vor Ort ist das Naturfreundehaus Harzofen. Initiiert von der 1910 gegründeten Ludwigshafener Naturfreundebewegung, wurde es 1921 fertiggestellt und in der Folge zu seiner bestehenden Form ausgebaut.